# Pista oculta
Una pista o canción oculta, también pista o canción escondida (término frecuentemente citado por el inglés hidden track o secret track) es, en el campo de la música grabada, una obra musical que ha sido deliberadamente colocada en un disco compacto, un casete de audio, un disco de vinilo u otro medio registrado de tal forma que no sea fácilmente detectable por el oyente ocasional. En algunos casos, la obra musical simplemente puede haber sido quitada de la lista de canciones, mientras en otros casos son utilizados métodos más complicados.

## Ejemplos
- Se considera que la primera pista oculta en la música fue «Her Majesty», canción de the Beatles del álbum de 1969 Abbey Road. Ediciones posteriores del álbum sí incluyen a la canción en la lista.
- Otro ejemplo de pista oculta es la canción «Endless, Nameless» del segundo álbum de estudio de Nirvana, Nevermind. La canción comienza luego de diez minutos de acabada la última canción del disco, «Something in the Way».
- En el segundo álbum de estudio de la Oreja de Van Gogh, El viaje de Copperpot, la canción oculta «Tic - tac» empieza cinco minutos después de que haya terminado «Desde el puerto».
- En el disco Ópera Rock Triunfo, de Mojinos Escozíos, en la última pista, varios minutos después de los cánticos de despedida, no hay una canción, sino una discusión entre el Puto (el baterista de la banda) y un tramoyista.
- En el décimo quinto y último álbum de Queen, Made in Heaven, hay una pista oculta de veintidós minutos y medio sin nombre, llamada por los seguidores como «Track 13», en una remasterización del álbum en 2011 «Dead» y en la reedición en vinilo de 2015 simplemente «13».
- En el álbum The Goat de Ñengo Flow, el sencillo «Gangsta life» del álbum no aparece en ninguna plataforma de compra del mismo, sin embargo, este forma parte del álbum porque el mismo artista lo subió a su canal de YouTube.
- En el cuarto álbum de estudio de Misfits, American Psycho, la última canción «Don't Open 'Till Doomsday», a pesar de durar 7:58, después del minuto 2:37 solo se percibe silencio hasta el minuto 5:37, dando comienzo a una canción oculta llamada «Hell Night». Curiosamente, esta canción sigue oculta incluso en la versión digital del álbum.
- En Chocolate Starfish and the Hotdog Flavoured Water de Limp Bizkit, hay también algunas pistas no acreditadas del álbum. «The One» solo se acredita 3:42, luego se escucha una misteriosa pista escondida hasta llegar a 5:43. «Boiler» solo se le acreditan 5:43, después, al igual que «The One», se percibe una pista desconocida hasta llegar a los 7:00 minutos. «Outro» solo dura 2:01, y después se escucha a los integrantes bromeando y riendo. Así hasta llegar a los 9:49 minutos.
- En el segundo álbum de estudio, Blue Wonder Power Milk. de Hooverphonic, hay una pista escondida intencionalmente por una equivocación de la parte trasera de los CD y vinilos. La pista número trece, titulada homónimamente, dura alrededor de 3:09.

En los discos compactos se pueden encontrar distintas técnicas, como por ejemplo:
- Poner una canción fuera de la lista con su propio índice de pista.
- Colocar la canción después de otra pista (normalmente es la última pista de álbum) seguido de un largo periodo de silencio (como es el caso de la canción «Endless, Nameless» de Nirvana mencionada más arriba).
- Insertar una canción en el pregap de la primera pista, de modo que solo se pueda escuchar retrocediendo manualmente la pista 1 del álbum. A modo de ejemplo: Al retroceder la pista 1 del álbum Reise, Reise de Rammstein, se puede oír el audio de cabina perteneciente al vuelo 123 de Japan Airlines siniestrado el 12 de agosto de 1985, que dio como resultado, la muerte de 520 personas y solo 4 sobrevivientes.
- Ubicando las canciones en varios pregaps de los álbumes, como es el caso de Significant Other de Limp Bizkit, varias canciones e interludios se encuentran en este álbum.
- Usar muchas pistas cortas con silencio antes de la pista oculta. Un ejemplo es el álbum Danzig 4p del grupo Danzig, donde la canción «Invocation» se encuentra después de 54 pistas de silencio, lo que hace que quede como la pista 66 en el álbum.